# Choose Love
Choose Love är ett studioalbum av Ringo Starr, utgivet 2005.

## Låtlista
1. "Fading In Fading Out" (Richard Starkey/Mark Hudson/Gary Burr) – 3:57
2. "Give Me Back The Beat" – 3:54
3. "Oh My Lord" – 5:32 a response to George Harrison's "My Sweet Lord", bookended by Starr's original demo of his song features Billy Preston on organ
4. "Hard To Be True" (Richard Starkey/Mark Hudson/Gary Burr) – 3:28 features Billy Preston on backing vocals
5. "Some People" – 3:18 "Wrong All The Time" (Richard Starkey/Mark Hudson/Gary Burr) – 3:39 features Billy Preston on organ # "Don't Hang Up" (Richard Starkey/Mark Hudson/Gary Burr) – 3:27 features Chrissie Hynde on co-lead vocals
6. "Choose Love" (Richard Starkey/Mark Hudson/Gary Burr) – 3:08
7. "Me And You" (Richard Starkey/Mark Hudson/Steve Dudas) – 2:15
8. "Satisfied" (Richard Starkey/Mark Hudson/Gary Nicholson) – 3:19
9. "The Turnaround" – 3:54
10. "Free Drinks" – 4:47